# Meunasah
Meunasah is een bestuurslaag in het regentschap Aceh Barat Daya van de provincie Atjeh, Indonesië. Meunasah telt 451 inwoners (volkstelling 2010).